# Гюнтер Бенке
Гюнтер Бенке (нім. Günter Benkö; нар. 12 липня 1955, Оберварт, Австрія) — австрійський футбольний суддя. Арбітр ФІФА з 1993 по 2000 роки.

## Кар'єра
Гюнтер Бенке починав свою спортивну кар'єру як гравець, однак у віці 25 років після травми коліна її довелося завершити, і в 1980 році він вирішив присвятити себе суддівству.
З 1991 року Бенке став обслуговувати матчі австрійської Бундесліги. У 1993 році він отримав категорію ФІФА і відсудив гру молодіжних команд Албанії і Данії — перший у своїй міжнародній кар'єрі. У 1995 році Бенке вперше був призначений на матч Ліги чемпіонів, в якому зійшлися «Русенборг» і «Блекберн Роверс».
У 1998 році був включений в список суддів для обслуговування матчів чемпіонату світу у Франції. На мундіалі провів дві зустрічі групового етапу: Південної Кореї проти Мексики та Японії проти Ямайки.
19 травня 1999 року обслуговував фінальний матч останнього розіграшу Кубка володарів кубків УЄФА між італійським «Лаціо» та іспанською «Мальоркою».
У 2000 році став одним з 13 арбітрів чемпіонату Європи в Бельгії і Нідерландах, на якому він відсудив дві гри: Франції з Данією на груповому етапі та Франції з Португалією у півфіналі. По закінченні чемпіонату Бенке був визнаний найкращим арбітром турніру.